# هاريش آير
هاريش آير، المعروف أيضًا باسم «آهام»، هاير و«هارّيش آير» (16 أبريل عام 1979)، هو ناشط هندي في مجال الحقوق المتساوية. يشارك آير في الدفاع عن العديد من القضايا، بما في ذلك تعزيز حقوق مجتمع المثليات، والمثليين، ومزدوجي الميل الجنسي، ومغايري الهوية الجندرية (مجتمع الميم)، والأطفال، والنساء، والحيوانات والأطفال الناجين من التحرش الجنسي.
كان آير أيضًا واحدًا من أشد المؤيدين الصريحين لإلغاء تجريم المثلية الجنسية في الهند. شارك أيضًا في العديد من حملات التوعية حول تأثير القرار، وأدان هذا الحكم من خلال التوعية الإعلامية. كتب مقالات ورسائل حول هذا الموضوع، وظهر في أفضل البرامج الإخبارية التلفزيونية الوطنية لتسليط الضوء على محنة مجتمع الميم في الهند في أعقاب ذلك القرار. كان أحد الأشخاص الذين حثّوا المحكمة العليا الهندية لإلغاء تجريم المثلية الجنسية. قدم طلب استئناف في القضية رقم 377 في يونيو عام 2018. عينت اللجنة الوطنية لحقوق الإنسان آير في المجموعة الأساسية المعنية بقضايا مجتمع الميم في أغسطس عام 2018. كانت هذه المجموعة الأولى التي أُنشِئت للنظر في مخاوف المجتمع وتحدياته، وذلك في محاولة لتنسيق القوانين القائمة مع احتياجات المجتمع.

## النشاط
يستخدم آير بشكل روتيني وسائل التواصل الاجتماعي (المدونات، وفيسبوك، وتويتر) للدفاع عن القضايا القريبة منه. اشتهر بتحويل مدونته الشخصية إلى خط مساعدة خلال هجمات مومباي الإرهابية لعام 2008. نظم آير لاحقًا ورشة عمل للعلاج بمساعدة الحيوانات بالتعاون مع منظمة الملائكة الحيوانات غير الربحية في مومباي لمساعدة المواطنين على التعافي.
بدأ كل من آير وشوبا دو في عام 2009 حملة تسمى الوعي في العمل الحقيقي، وهي حملة لإدانة مجموعة السيد رام سينا الاجتماعية السياسية اليمينية بالهجوم على النساء في حانة بنغالور. حثّ كل منهما النساء خلال الحملة على تسليح أنفسهن بالصفارات واستخدامها عشية عيد الميلاد. سار آير في شوارع مومباي واضعًا أحمر شفاه لامع مع لافتة كُتِب عليها «لا تنظر إلى أحمر الشفاه، بل استمع إلي» تماشيًا مع احتجاجاته غير المألوفة، وذلك عندما نُشِرت أنباء الاغتصاب الجماعي لمصورة صحفية شابة في أغسطس عام 2013.
ظهر في حملة إعلانية لمنظمة بيتا في عام 2014 تشجع المستهلكين على أن يصبحوا نباتيين.

## في الثقافة الشعبية
كانت حياته مصدر إلهام لفيلمين، فيلم آي آم للمخرج أونير وفيلم آمين للمخرجين جوداتشي باغشي وراناديب باتاتشاريا. لعب الممثل سانجاي سوري دور أبهيمانيو في فيلم آي آم، وهو أحد الناجين من التحرش الجنسي بالأطفال، والشخصية المستوحاة من حياة هاريش وحياة مصمم الأزياء المقيم في حيدر أباد غانيش نالاري. لعب الممثل كاران ميهرا دور هاري (هاريش آير) في فيلم آمين، وهو شاب واثق من حياته الجنسية، ولكنه ما زال مطاردًا من قبل أشباح ذكريات طفولته عن الاعتداء الجنسي.
نُشِر كتاب لبايال شاه كارفا بعنوان اللمسة السيئة، والذي يعرض سيرة آير الذاتية.